# Stictoptera semipartita
Stictoptera semipartita là một loài bướm đêm trong họ Noctuidae.